# カリム・ジアニ
カリム・ジアニ（كريم زياني, Karim Ziani, 1982年8月17日 - ）は、フランス・オー＝ド＝セーヌ県セーヴル出身のサッカー選手。元アルジェリア代表である。ポジションはMF（サイドハーフ）。両サイドでプレーすることが出来る。

## 来歴

### クラブ
2000年、ラシン・クラブ・ド・フランスから移籍したトロワACでプロキャリアをスタートさせ、アラン・ペランの秘蔵っ子としてトロワACやFCソショー等でチームの躍進の原動力になる。FCロリアンではリーグ・ドゥのMVPを受賞する。
2007年、憧れのクラブだったオリンピック・マルセイユに移籍するも活躍できず、失意のシーズンを過ごした。2008-09シーズンを前に移籍話がでるも、残留してポジションを勝ち取った。2007年12月17日、アルジェリアのスポーツ紙「Le Buteur」が選ぶ2007年のアルジェリア年間最優秀選手を受賞した。2009年7月、移籍金700万ユーロでヴォルフスブルクへ移籍。2011年1月カイセリスポルに買取オプション付きのレンタル移籍をした。2011年7月にはカタールのアル・ジャイシュへ移籍した。

### 代表
2003年2月12日のベルギー代表との親善試合でアルジェリア代表デビューを果たす。初ゴールは2006年10月7日のガンビア代表戦。アフリカネイションズカップ2004に出場し、ベスト・イレブンに選出された。

## 代表歴

### 出場大会
- アルジェリア代表
  - 2010 FIFAワールドカップ

### 試合数
- 国際Aマッチ 62試合 5得点（2003年-2011年）[1]

| アルジェリア代表 | 国際Aマッチ | 国際Aマッチ |
| 年               | 出場        | 得点        |
| ---------------- | ----------- | ----------- |
| 2003             | 3           | 0           |
| 2004             | 11          | 0           |
| 2005             | 6           | 0           |
| 2006             | 3           | 1           |
| 2007             | 8           | 0           |
| 2008             | 8           | 2           |
| 2009             | 7           | 1           |
| 2010             | 14          | 1           |
| 2011             | 2           | 0           |
| 通算             | 62          | 5           |

## タイトル
- FCソショー

フランス・カップ 2007